# Ca l'Andreu (Gratallops)
Ca l'Andreu és un edifici catalogat com a monument del municipi de Gratallops (Priorat) inclòs en l'Inventari del Patrimoni Arquitectònic Català.

## Descripció
Edifici de planta irregular, bastit de maçonaria i obra, arrebossat i pintat, cobert per teulada a un sol vessant, de planta baixa, pis i golfes. A la façana, trencada per un sortint de planta trapezoïdal, en forma de galeria, s'hi obren la porta principal i la secundària, així com 5 finestres de mides desiguals. Al pis hi ha la planta noble, amb dues finestres, una galeria composta per 10 arquets de mig punt i un balcó. A nivell de les golfes s'obren 4 àmplies finestres rectangulars, una finestra i quatre arquets de mig punt agrupats per parelles i que faciliten l'airejament de la galeria. És a destacar la porta principal, amb llinda de pedra i arc rebaixat, amb la data de 1841 a la clau, i que dona accés a una àmplia entrada amb portes a l'habitatge i els estables, així com l'escala d'accés al pis.

## Història
Bastit al sector límit de la part antiga, l'edifici respon a una concepció utilitària formalment ben resolta. Ha pertangut de sempre a una família adinerada del poble, amb bones propietats, encara que actualment és utilitzada únicament com a segona residència.